# گمینا سوبکوو
گمینا سوبکوو (به لهستانی:  Gmina Sobków) یک گمینا در لهستان است که در شهرستان یندژیوف واقع شده‌است. گمینا سوبکوو ۱۴۵٫۵ کیلومتر مربع مساحت و ۸٬۲۶۶ نفر جمعیت دارد.